# Montfermeil
Montfermeil is een gemeente in het Franse departement Seine-Saint-Denis (regio Île-de-France) en telt 24.121 inwoners (1999). Het is een voorstad van Parijs. De plaats maakt deel uit van het arrondissement Le Raincy.

## Geografie
De oppervlakte van Montfermeil bedraagt 5,5 km², de bevolkingsdichtheid is 4385,6 inwoners per km².
De onderstaande kaart toont de ligging van Montfermeil met de belangrijkste infrastructuur en aangrenzende gemeenten.

## Demografie
Onderstaande figuur toont het verloop van het inwonertal (bron: INSEE-tellingen).

## Geboren
- Raffaëla Anderson (1976), pornoactrice en schrijfster
- Joël Sami (1984), Congolees voetballer
- Mamadou Samassa (1986), Malinees voetballer
- Larrys Mabiala (1987), Congolees voetballer
- Chris Makiese (1987), Frans voetballer
- Samba Diakité (1989), Malinees voetballer
- Christopher Maboulou (1990-2021), Frans voetballer
- Emre Akbaba (1992), Turks voetballer
- Samuel Essende (1998), Frans voetballer
- Metehan Güçlü (1999), Turks voetballer
- Eden Le Guilly (2005), Frans voetbalster
- Jean-Mattéo Bahoya (2005), Frans voetballer

## Overleden
- Adam Jerzy Czartoryski (1770-1861), Pools politicus die na de Poolse Delingen streed voor herstel van de Poolse staat
- Eugène Chaboud (1907-1983), Frans Formule 1-coureur